# Europees Massagoed Overslagbedrijf

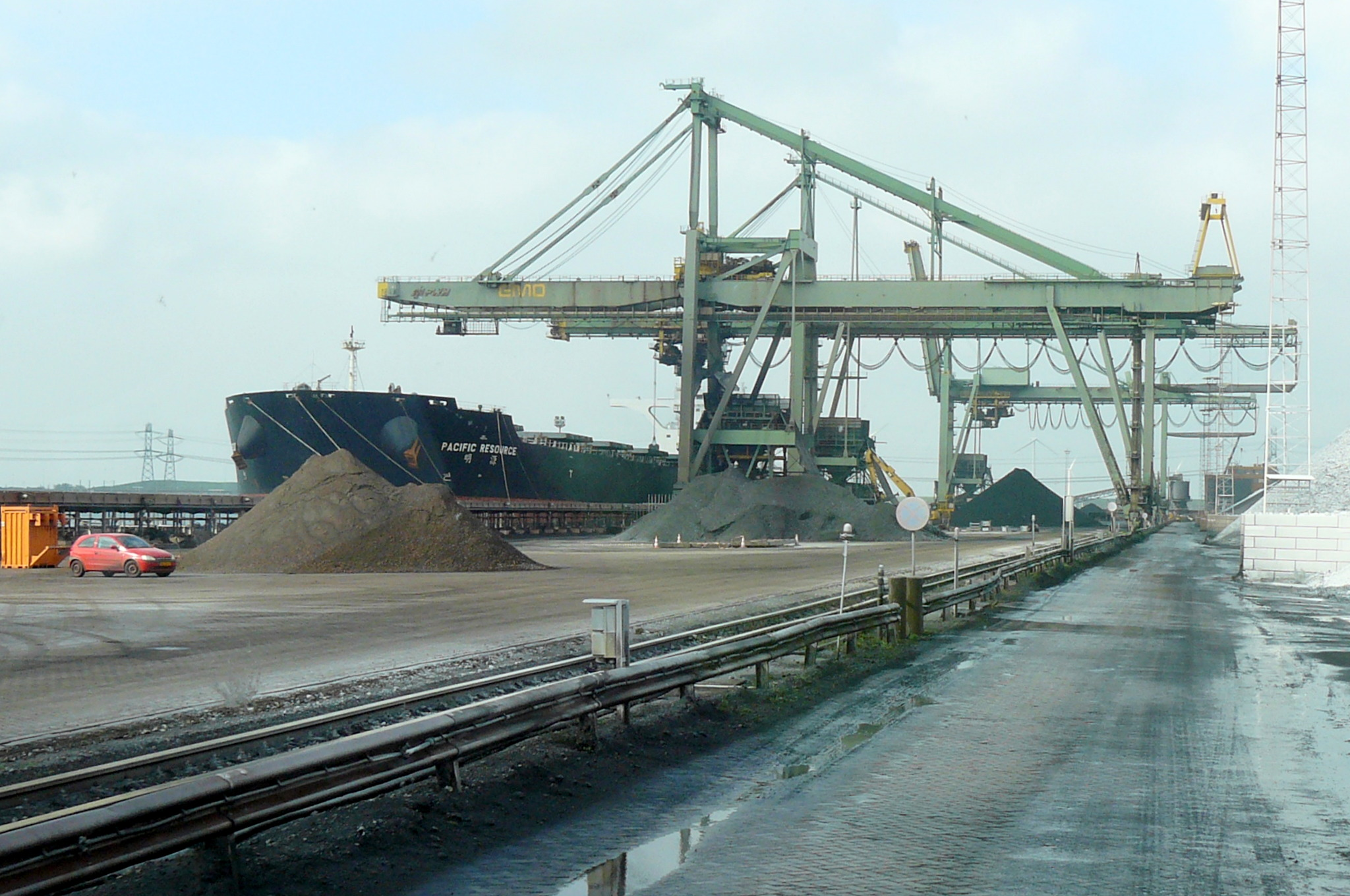
Pacific Resource wordt gelost bij de EMO (september 2014)

Het Europees Massagoed Overslagbedrijf (EMO) is de grootste drogebulkoverslagterminal in Europa.  Sinds september 2015 is HES International de enige aandeelhouder van EMO dat sinds 1973 gevestigd is op de Maasvlakte in Rotterdam. EMO heeft een jaarlijkse overslag van ongeveer 14 miljoen ton kolen en 11 miljoen ton ijzererts.

## Geschiedenis
Omstreeks 1960 kregen de eerste ideeën over de EMO-terminal vorm. De plannen waren gebaseerd op de ontdekking van nieuwe grote voorraden basisgrondstoffen als ijzererts en kolen in Australië, Zuid-Amerika en Zuid-Afrika. Door de inzet van supergrote bulkcarriers konden deze grondstoffen tegen lage kosten naar Europa worden getransporteerd. In 1965 besloot een joint venture van drie Rotterdamse bedrijven tot de bouw van een overslagbedrijf in de haven van Rotterdam dat de grootst mogelijke bulkschepen zou kunnen ontvangen. EMO is haar activiteiten in 1973 gestart en is nu een van de grootste steenkolen- en ijzerertsoverslagterminals van Europa. Het belang van HES Beheer in EMO dateert van september 1985 door de participatie in Frans Swarttouw BV, een van de drie oprichters.
HES had medio 2015 een belang van 57% in EMO en heeft een bod gedaan op de resterende 43% van de aandelen. Deze aandelen zijn in handen van de SNV-Groep. SNV-Groep telt zelf weer twee aandeelhouders met elk een belang van 50%, namelijk ThyssenKrupp Steel uit Duitsland en het Belgische Sea Invest. Vanaf september 2015 heeft HES alle aandelen in handen.

## Ligging en materieel
EMO heeft een directe toegang tot de Noordzee. Schepen met een maximale diepgang van 23 meter kunnen worden verwerkt. De loscapaciteit is 200.000 ton per dag. Voor directe overslag van schip naar schip beschikt men ook over een drijfkraan. Het opslagterrein is 170 hectare groot en wordt begrensd door drie havens:
- Aan de Mississippihaven is de zeekade van 1400 meter lang. Deze biedt plaats aan vier zeeschepen (Bulkcarrier) met een diepgang tot 23 meter. Aan deze kade staan vijf wijdspan grijperkranen (losbruggen) die de zeeschepen lossen. Drie bruggen hebben een hefcapaciteit van 85 ton per hijs, de loscapaciteit kan variëren van 3000 tot 7000 per uur in totaal. Twee andere losbruggen hebben een hefcapaciteit van 50 ton, waarbij de loscapaciteit kan variëren van 1500 tot 2500 per uur in totaal. De grijpers voor deze bruggen zijn gebouwd bij NEMAG in Zierikzee. De kolengrijpers voor de 85 tons kranen zijn 60m3 groot, die van de 50 tons brug is 38m3. Ten slotte is er een 36-tons drijfkraan beschikbaar.

Tevens staat hier een zeebootbelader (laadkraan) met een capaciteit van 5000 ton/uur.
- Aan de Hartelhaven is een binnenvaartkade van 950 meter lang met 3 lichterbeladers voor de binnenscheepvaart. De beladers hebben een laadcapaciteit van 5000 ton/uur per kraan.

Het opslagterrein is verdeeld in 8 banen van 1.300 meter lang waarbij van twee kanten gestort en geladen kan worden. Het hele complex is onderling verbonden door een systeem van lopende banden.
Het grootste deel van de afvoer vindt plaats per schip. Daarnaast is het vervoer per spoor nog belangrijk. EMO heeft drie wagonbeladers met een laadcapaciteit variërend van 2750 van 4000 ton/uur.
Verder beschikt het bedrijf over 6 mengsilo's elk goed voor 7000 ton, hierin kunnen verschillende soorten kolen worden gemengd waardoor er een betere verbranding ontstaat in de kolencentrale. EMO heeft ook een capaciteit om per dag 3000 ton steenkool te wassen, dat is het verwijderen van verontreiniging, en te zeven.
Als rollend materieel heeft EMO de beschikking over 2 stuks Caterpillar 990K en 2x988K , 3 stuks 966K Caterpillar voor het leegmaken van ruimen. Ook beschikt EMO of 2 stuks CAT 329 E voor het leegmaken van ruimen. Evenals 2 stuks 725 dumptruck, 1 950K, 1 938K, 5 CAT schrankladers en 7 Paus wielladers.

## Resultaten
EMO heeft in de afgelopen jaren een gestage groei van de aanvoer, omzet en winst gerealiseerd. In 2009 daalde de aanvoer met 32% als een gevolg van de kredietcrisis en de sterke daling van de economische groei. De aanvoer van ijzererts daalde in dat jaar met 60% vanwege de problemen in de staalindustrie. De aanvoer van kolen kromp dat jaar met 10%. In 2012 werd door de lagere staalproductie in Europa 17,4% minder ijzererts aangevoerd en de overslag van kolen daalde met 7,4%. In 2013 steeg het overslag met 20%, zowel de aanvoer van steenkool als ijzererts nam toe.
| Jaar | Jaaromzet | Nettoresultaat | Aanvoer (in ton) |
| ---- | --------- | -------------- | ---------------- |
| 2006 | € 109,7   | € 16,7         | 33,9             |
| 2007 | € 109,1   | € 19,1         | 34,9             |
| 2008 | € 119,4   | € 15,4         | 37,5             |
| 2009 | € 119,0   | € 21,7         | 25,5             |
| 2010 | € 133,9   | € 27,3         | 30,6             |
| 2011 | € 145,8   | € 32,2         | 32,2             |
| 2012 | € 134,9   | € 24,1         | 28,6             |
| 2013 | € 149,0   | € 31,1         | 34,7             |